# Johann von Brandenburg-Ansbach-Kulmbach

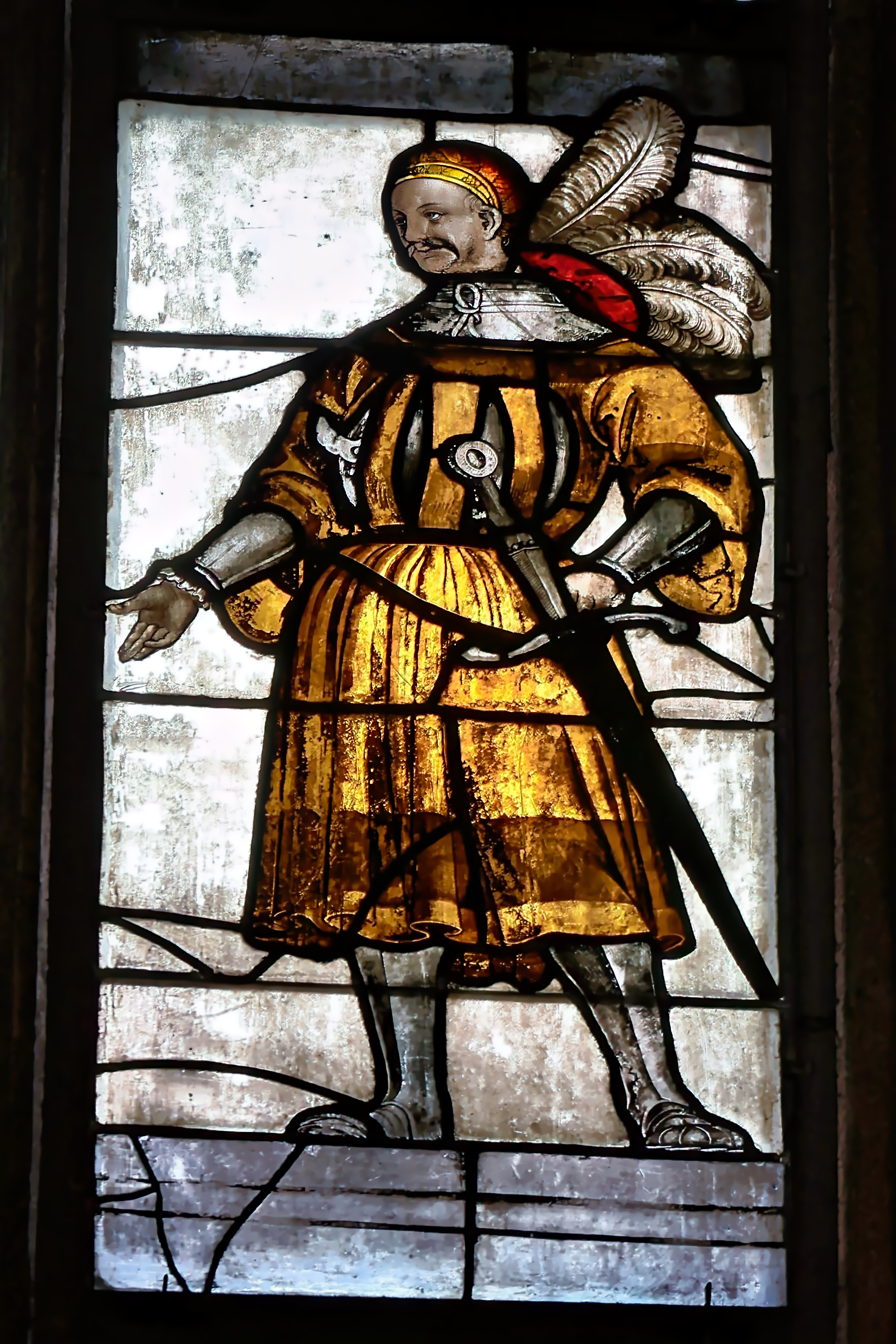
Darstellung Johanns im Markgrafenfenster von St. Sebald in Nürnberg, Arbeit von Hans Süß (1515)

Johann von Brandenburg-Ansbach (* 9. Januar 1493 auf der Plassenburg; † 5. Juli 1525 in Valencia) war Markgraf von Brandenburg-Ansbach sowie Generalkapitän und Vizekönig von Valencia.

## Leben
Johann war der fünfte Sohn des Markgrafen Friedrich des Älteren von Brandenburg-Ansbach und Bayreuth (1460–1536) aus dessen Ehe mit Sophia von Polen (1464–1512), Tochter des Königs Kasimir IV. von Polen. Er war somit Cousin des Kurfürsten Joachim von Brandenburg.
Als 16-Jähriger nahm er an der Schlacht von Agnadello teil und begleitete im Anschluss König Ferdinand den Katholischen nach Spanien, wo er gemeinsam mit dem späteren Kaiser Karl V. aufwuchs, zu dem er ein enges freundschaftliches Verhältnis entwickelte. Johann nahm an Karls Kaiserkrönung teil und wurde in die Regierungsgeschäfte einbezogen. Im Jahr 1516 wurde er Ritter des Orden vom Goldenen Vlies.
Am 17. Juni 1519 heiratete er in Barcelona auf Kaiser Karls Vermittlung dessen Stiefgroßmutter Germaine de Foix, Tochter des Grafen Johann von Étampes und Witwe König Ferdinands II. von Aragon.  Germaine bekleidete das Amt des Generalkapitäns und der Vizekönigin von Valencia, welches Karl am 27. März 1523 auch auf Johann ausweitete. Das Paar leistete am 11. Dezember 1523 in der Kathedrale von Valencia den feierlichen Amtseid. Während revolutionärer Unruhen in Valencia wurden fast alle Paläste der dort ansässigen Edelleute zerstört, Johanns Palast wurde allerdings verschont. Als Kaiser Karl 1524 gegen Frankreich rüstete, versetzte Johann seine und seiner Gemahlin Kleinodien sowie Gold- und Silbergeschirre, um Karl mit Geldmitteln auszuhelfen.
Nach der Schlacht bei Pavia 1525 wurde Johann mit der Aufsicht über den gefangengenommenen König Franz I. von Frankreich betraut, welcher Ende Juni 1525 in Valencia eintraf. Johann war zu jener Zeit bereits plötzlich und schwer erkrankt, gerüchteweise soll ihn seine Gemahlin vergiftet haben, die er unter strenger Aufsicht nach Deutschland zu senden gedachte. König Franz stellte ihm seinen Leibarzt zur Verfügung, doch starb der Markgraf am 5. Juli in Valencia. Johann wurde seinem Wunsch entsprechend im Frauenkloster Jerusalem bei Valencia bestattet. Nach dem Tod Johanns heiratete Germaine am 1. August 1526 in Sevilla Ferdinand von Aragonien, Herzog von Kalabrien und Fürst von Tarent, der am 15. Dezember 1488 in Andria als Sohn von König Friedrich I. von Neapel und Isabella del Balzo geboren worden war.